# Potentilla rubella
Potentilla rubella — вид трав'янистих рослин родини Розові (Rosaceae), поширений на півночі Азії й у Ґренландії.

## Таксономічні примітки
Potentilla rubella майже напевно є гібридним видом, що розвинувся від кількоразових схрещень між P. hyparctica s. lat. і P. stipularis незалежно в Ґренландії, Західній та Південної Чукотці, а також північної та північно-східної Сибіру. Принаймні, рослини в Гренландії, Західній Чукотці та Таймирі мають документований діапазон і незалежність, що виправдовує таксон. Ґренландські й азійські рослини повинні бути критично порівняні. 

## Опис
Залози від рідкісних до рясних, червоні. Стебла від висхідних до піднятих 0.5–2 дм. Листя: базальне листя 3–6 см; черешок 2–4 см, є довге волосся на листках і черешку, листових фрагментів (4)5(6); поверхні ±аналогічні, нижня поверхня блідо-червонувато-зелена, волоски від рідкісних до звичайних, верхня поверхня зелена чи червонява, гола або злегка волохата. стеблових листків 1–2.
Суцвіття (1)2–5-квіткові. Квітоніжка 1–3 см, проксимальна до 5 см. Квіти: чашолистки 5–7 мм, вершини від гострих до підгострих; пелюстки 7–9 × 4–6 мм; пиляки 0.4 мм. Сім'янки невідомі.

## Поширення
Північна Америка: Ґренландія; Азія: Сибір, Далекий Схід. Населяє луки, трав'яні схили, відкриту тундру, серед мохів; 0–500 м.